# Korolówka-Kolonia
Korolówka-Kolonia (prononciation [kɔrɔˈlufka kɔˈlɔɲa]) est un village de la gmina de Włodawa, du powiat de Włodawa, dans la voïvodie de Lublin, situé dans l'est de la Pologne.
Le village comptait une population de 111 habitants en 2011.

## Administration
De 1975 à 1998, le village était attaché administrativement à l'ancienne voïvodie de Chełm.

Depuis 1999, il fait partie de la nouvelle voïvodie de Lublin.